# Aníbal Bettencourt Barbosa
Aníbal Cymbron Bettencourt Barbosa (Ponta Delgada, 3 de novembro de 1913 — Ponta Delgada, 3 de janeiro de 1980) foi professor e director da Escola Industrial e Comercial de Ponta Delgada, publicista, jornalista e notável pedagogo e intelectual, com obra publicada sobre temáticas de educação e de biografia.

## Biografia
Nasceu em Ponta Delgada, ilha de São Miguel, filho de Aníbal Cymbron Barbosa, professor do Liceu Nacional de Ponta Delgada, e de Julieta Dias Vaz do Rego. Concluídos os estudos secundários na sua cidade natal, licenciou-se em Filologia Germânica e em Ciências Pedagógicas pela Faculdade de Letras da Universidade de Lisboa no ano de 1936.
Foi professor da Escola Industrial e Comercial do Funchal, vindo depois para a sua terra natal, sendo professor e director da Escola Industrial e Comercial de Ponta Delgada, a partir de 1950. Revelou-se um notável pedagogo, empenhando-se em organizador do ensino técnico-profissional na cidade de Ponta Delgada, fazendo com a respectiva Escola Industrial e Comercial atingisse particular relevância. Deveu-se à sua persistência e influência junto do Governo do Estado Novo a construção do edifício onde presentemente funciona a Escola Secundária Domingos Rebelo. 
Dedicou grande atenção à psicopedagogia, criando o Centro Psicopedagógico da Escola Industrial e Comercial de Ponta Delgada e publicando numerosos trabalhos sobre o assunto, quer na imprensa especializada quer na imprensa diária. Em consequência, deixou colaboração sobre a temática pedagógica na imprensa regional e em publicações culturais.
Dedicou-se também ao jornalismo, sendo director do diário Açores, de Ponta Delgada, de 14 de Julho de 1971 a 1 de Janeiro de 1975. Adepto do Estado Novo, procurou manter um jornalismo de certa qualidade durante a sua direcção, procurando também apresentar uma certa isenção jornalística aquando das eleições para a Assembleia Nacional, em 1973, durante a Primavera Marcelista.
Depois do 25 de Abril de 1974, abandonou a direcção do jornal, por motivos de saúde, na sua editorial de 1 de Janeiro de 1975. A sua substituição por Gustavo Moura, um jornalista desportivo sem formação superior, juntamente com outras mudanças verificadas na imprensa de Ponta Delgada, marca simbolicamente o fim de uma era na imprensa local.
Foi agraciado com os graus de Oficial (27 de julho de 1961) e Comendador (2 de julho de 1969) da Ordem da Instrução Pública. Foi Vice-Presidente do Instituto Cultural de Ponta Delgada.

## Obras publicadas
Para além de colaboração dispersa por vários periódicos, é autor das seguintes obras:
- (1955) "O Professor Artur Viçoso May" in Insulana, XI : 386-388.
- (1956) Alguns Aspectos do Ensino Técnico no Distrito de Ponta Delgada. Ponta Delgada, Tip. Insular.
- (1959) Importância dos auxiliares audio-visuais no ensino das línguas vivas. Ponta Delgada.
- (1964) "A palavra e a sua influência na educação" (separata do Livro da I Semana de Estudos dos Açores). Ponta Delgada, Instituto Cultural de Ponta Delgada: 247-259.
- (1964) Algumas sugestões para a criação de cursos de psicopedagogia, Ponta Delgada.
- (1970) Homenagem a Artur do Canto Resende 1897-1945, Ponta Delgada, Escola Industrial e Comercial de Ponta Delgada.
- (1976) "O Dr. João Anglin: o Homem, o Pedagogo e o Chefe" in Insulana, XXXI-XXXII: 19-22.
- (1978) "Mateus de Andrade Albuquerque de Bettencourt" in Insulana, XXXIII-XXXIV : 5-14.